# Заяча лапа
Заяча лапа (Rhytidium) — рід мохів родини Hylocomiaceae.
Рід має майже космополітичне поширення.
Види:
- Rhytidium rugosum Kindberg, 1883